# Hortoonops portoricensis
Espèce
Synonymes
- Stenoonops portoricensis Petrunkevitch, 1929

Hortoonops portoricensis est une espèce d'araignées aranéomorphes de la famille des Oonopidae

## Distribution
Cette espèce est endémique de Porto Rico,.

## Description
Le mâle décrit par Platnick et Dupérré en 2012 mesure 1,48 mm et la femelle 1,80 mm.

## Étymologie
Son nom d'espèce, composé de portoric[o] et du suffixe latin -ensis, « qui vit dans, qui habite », lui a été donné en référence au lieu de sa découverte, Porto Rico.

## Publication originale
- Petrunkevitch, 1929 : The spiders of Porto Rico. Part one. Transactions of the Connecticut Academy of Arts and Sciences, vol. 30, p. 1-158.